# Grand Prix-wegrace der Naties 1956
De Grand Prix-wegrace der Naties 1956 was zesde en laatste Grand Prix van wereldkampioenschap wegrace voor motorfietsen in het seizoen 1956. De races werden verreden op 9 september 1956 op het Autodromo Nazionale di Monza nabij Monza in de Italiaanse regio Lombardije. In alle soloklassen waren de wereldtitels al beslist. In deze Grand Prix werd de titel in de zijspanklasse beslist.

## Algemeen
Gilera, dat door een schorsing van de FIM haar seizoen verloren had zien gaan, gebruikte de Grand Prix des Nations voor het succesvolle debuut van de nieuwe Gilera 350 4C en een speciale versie van de Gilera 500 4C voor de zijspancombinatie van de gebroeders Albino en Rossano Milani. Wilhelm Noll en Fritz Cron waren nog niet zeker van de zijspantitel, maar werden wereldkampioen ondanks het feit dat ze de race niet uitreden. Aftredend wereldkampioen Geoff Duke won zijn enige race van het seizoen. De Grand Prix trok 120.000 toeschouwers.

## 500cc-klasse
De 500cc-race werd een groot succes voor Gilera, dat met Geoff Duke, Libero Liberati en Pierre Monneret alle podiumplaatsen bezette, terwijl Reg Armstrong vierde werd. Weliswaar in afwezigheid van de geblesseerde wereldkampioen John Surtees. De Moto Guzzi Otto Cilindri kwam niet aan de start. Ken Kavanagh weigerde er nog mee te rijden en vervanger Bill Lomas had tijdens de 350cc-race zijn pols gebroken. De Gilera 500 4C bleek ook zeer betrouwbaar: de uitgevallen Gilera's waren allemaal eencilinder Gilera Saturno's.
| Pos | Coureur           | Merk      | Tijd      | Punten |
| --- | ----------------- | --------- | --------- | ------ |
| 1   | Geoff Duke        | Gilera    | 1:05"59'2 | 8      |
| 2   | Libero Liberati   | Gilera    | +0'1      | 6      |
| 3   | Pierre Monneret   | Gilera    | +40'8     | 4      |
| 4   | Reg Armstrong     | Gilera    | +1"18'0   | 3      |
| 5   | Carlo Bandirola   | MV Agusta | +1"38'0   | 2      |
| 6   | Walter Zeller     | BMW       | +1"38'4   | 1      |
| 7   | Roberto Colombo   | MV Agusta | +1"54'6   |        |
| 8   | Alfredo Milani    | Gilera    | +1 ronde  |        |
| 9   | Gerold Klinger    | BMW       | +2 ronden |        |
| 10  | Ernst Hiller      | BMW       | +2 ronden |        |
| 11  | Ernst Riedelbauch | BMW       | +2 ronden |        |
| 12  | John Storr        | Norton    | +2 ronden |        |
| 13  | Giuseppe Cantoni  | Gilera    | +3 ronden |        |

| Coureur                  | Merk       | Oorzaak    |
| ------------------------ | ---------- | ---------- |
| Keith Campbell           | Moto Guzzi | Mechanisch |
| Alois Huber              | BMW        |            |
| Jacques Collot           | Norton     |            |
| Jean-Pierre Bayle        | Norton     |            |
| Jackie Wood              | Norton     |            |
| William Hall             | Norton     |            |
| Artemio Cirelli          | Gilera     |            |
| Enrico Galante           | Norton     |            |
| Francesco Guglielminetti | Norton     |            |
| Gerardo Düring           | Matchless  |            |
| Giuseppe Mantelli        | Gilera     |            |
| Martino Giani            | Gilera     |            |
| Paolo Campanelli         | Gilera     |            |
| Sergio Pinza             | Moto Guzzi |            |
| Umberto Masetti          | MV Agusta  |            |
| Martinus Van Son         | Matchless  |            |
| Olle Nygren              | Matchless  |            |

| Coureur        | Merk       | Oorzaak   |
| -------------- | ---------- | --------- |
| Bob Brown      | Matchless  |           |
| Keith Bryen    | Norton     |           |
| Ken Kavanagh   | Moto Guzzi | Weigering |
| Auguste Goffin | Norton     |           |
| Bill Lomas     | Moto Guzzi | Blessure  |
| Bob McIntyre   | Norton     |           |
| Derek Ennett   | Matchless  | Overleden |
| Dickie Dale    | Moto Guzzi |           |
| Geoff Tanner   | Norton     |           |
| Jack Brett     | Norton     |           |
| John Hartle    | Norton     |           |
| John Surtees   | MV Agusta  | Blessure  |
| Wilfred Herron | Norton     |           |
| Paul Fahey     | Matchless  |           |
| Peter Murphy   | Matchless  |           |
| Eddie Grant    | Norton     | Overleden |

### Top tien eindstand 500cc-klasse
| Pos. | Coureur         | Motorfiets | Ptn. |
| ---- | --------------- | ---------- | ---- |
| 1    | John Surtees    | MV Agusta  | 24   |
| 2    | Walter Zeller   | BMW        | 16   |
| 3    | John Hartle     | Norton     | 14   |
| 4    | Pierre Monneret | Gilera     | 12   |
| 5    | Reg Armstrong   | Gilera     | 11   |
| 6    | Umberto Masetti | MV Agusta  | 9    |
| 7    | Geoff Duke      | Gilera     | 8    |
| 8    | Bob Brown       | Matchless  | 6    |
| 8    | Libero Liberati | Gilera     | 6    |
| 10   | Eddie Grant (†) | Norton     | 6    |

## 350cc-klasse
Het debuut van de Gilera 350 4C verliep uitstekend. Geoff Duke viel weliswaar uit, maar Libero Liberati won met ruim een minuut voorsprong op Dickie Dale met de Moto Guzzi Monocilindrica 350 en bijna twee minuten op Roberto Colombo met de MV Agusta 350 4C. De DKW RM 350-rijders werden allemaal op een ronde gereden. De nieuwe wereldkampioen Bill Lomas kwam ten val en brak daarbij een pols.
| Pos | Coureur           | Merk          | Tijd      | Punten |
| --- | ----------------- | ------------- | --------- | ------ |
| 1   | Libero Liberati   | Gilera        | 52"12'9   | 8      |
| 2   | Dickie Dale       | Moto Guzzi    | +1"15'3   | 6      |
| 3   | Roberto Colombo   | MV Agusta     | +1"48'3   | 4      |
| 4   | Karl Hofmann      | DKW           | +1 ronde  | 3      |
| 5   | Cecil Sandford    | DKW           | +1 ronde  | 2      |
| 6   | August Hobl       | DKW           | +1 ronde  | 1      |
| 7   | Hans Bartl        | DKW           | +1 ronde  |        |
| 8   | Umberto Masetti   | MV Agusta     | +1 ronde  |        |
| 9   | Arthur Wheeler    | Moto Guzzi    | +2 ronden |        |
| 10  | John Storr        | Norton        | +2 ronden |        |
| 11  | Jean-Pierre Bayle | Norton        | +3 ronden |        |
| 12  | Alfredo Flores    | Moto Guzzi    | +4 ronden |        |
| 13  | Martinus Van Son  | Norton        | +4 ronden |        |
| 14  | Fritz Kläger      | Schnell-Horex | +5 ronden |        |
| 15  | Heinz Kauert      | AJS           | +5 ronden |        |
| 16  | Montagne          | Norton        | +5 ronden |        |

| Coureur        | Merk       | Oorzaak |
| -------------- | ---------- | ------- |
| Keith Campbell | Moto Guzzi |         |
| Ken Kavanagh   | Moto Guzzi |         |
| Xaver Heiß     | Onbekend   |         |
| Jacques Collot | Norton     |         |
| Bill Lomas     | Moto Guzzi | Val     |
| Geoff Duke     | Gilera     |         |
| Jackie Wood    | Norton     |         |
| William Hall   | Norton     |         |
| Olle Nygren    | AJS        |         |

| Coureur      | Merk           | Oorzaak   |
| ------------ | -------------- | --------- |
| Bob Brown    | AJS            |           |
| Alan Trow    | Norton         |           |
| Bob Matthews | Norton         |           |
| Derek Ennett | AJS/Moto Guzzi | Overleden |
| Jack Brett   | Norton         |           |
| John Hartle  | Norton         |           |
| John Surtees | MV Agusta      |           |
| Peter Murphy | AJS            |           |
| Eddie Grant  | Norton         | Overleden |

### Top tien eindstand 350cc-klasse
| Pos. | Coureur          | Motorfiets       | Ptn.    |
| ---- | ---------------- | ---------------- | ------- |
| 1    | Bill Lomas       | Moto Guzzi       | 24      |
| 2    | August Hobl      | DKW              | 17      |
| 3    | Dickie Dale      | Moto Guzzi       | 17      |
| 4    | John Surtees     | MV Agusta        | 14      |
| 5    | Cecil Sandford   | DKW              | 13 (15) |
| 6    | Ken Kavanagh     | Moto Guzzi       | 10      |
| 7    | Libero Liberati  | Gilera           | 8       |
| 8    | John Hartle      | Norton           | 8       |
| 9    | Derek Ennett (†) | AJS / Moto Guzzi | 6       |
| 10   | Karl Hofmann     | DKW              | 6       |

## 250cc-klasse
De Moto Guzzi Bialbero 250 werd al twee jaar niet meer doorontwikkeld, maar Enrico Lorenzetti finishte toch heel kort achter winnaar en wereldkampioen Carlo Ubbiali met de MV Agusta 250 Monocilindrica Bialbero. Lorenzetti klom daardoor van de achtste naar de derde plaats in de eindstand.
| Pos | Coureur           | Merk       | Tijd      | Punten |
| --- | ----------------- | ---------- | --------- | ------ |
| 1   | Carlo Ubbiali     | MV Agusta  | 45"26'7   | 8      |
| 2   | Enrico Lorenzetti | Moto Guzzi | +1'9      | 6      |
| 3   | Remo Venturi      | MV Agusta  | +15'5     | 4      |
| 4   | Luigi Taveri      | MV Agusta  | +1"06'0   | 3      |
| 5   | Alano Montanari   | Moto Guzzi | +1"12'9   | 2      |
| 6   | Sammy Miller      | NSU        | +1 ronde  | 1      |
| 7   | Horst Kassner     | NSU        | +1 ronde  |        |
| 8   | Roland Heck       | NSU        | +1 ronde  |        |
| 9   | Kees Koster       | NSU        | +1 ronde  |        |
| 10  | Arthur Wheeler    | Moto Guzzi | +1 ronde  |        |
| 11  | Fritz Kläger      | NSU        | +2 ronden |        |
| 12  | Guido Paciocca    | Moto Guzzi | +2 ronden |        |
| 13  | Jean-Pierre Bayle | NSU        | +2 ronden |        |
| 14  | Adolf Heck        | Adler      | +3 ronden |        |
| 15  | Siegfried Lohmann | Adler      |           |        |

| Coureur           | Merk       | Oorzaak |
| ----------------- | ---------- | ------- |
| Florian Camathias | NSU        |         |
| Günter Beer       | Adler      |         |
| Alfredo Flores    | Onbekend   |         |
| Bill Webster      | MV Agusta  |         |
| Cecil Sandford    | Mondial    |         |
| Bruno Francisci   | Moto Guzzi |         |
| Lanfranco Baviera | Onbekend   |         |
| Massimo Genevini  | Onbekend   |         |
| Tarquinio Provini | Mondial    |         |

| Coureur           | Merk       | Oorzaak   |
| ----------------- | ---------- | --------- |
| Bob Brown         | NSU        |           |
| Maurice Büla      | NSU        |           |
| František Bartoš  | ČZ         |           |
| Jiří Koštír       | ČZ         |           |
| Hans Baltisberger | NSU        | Overleden |
| Bill Maddrick     | Moto Guzzi |           |
| Roberto Colombo   | MV Agusta  |           |
| Lo Simons         | NSU        |           |
| Bob Coleman       | NSU        |           |

### Top tien eindstand 250cc-klasse
| Pos. | Coureur               | Motorfiets | Ptn.    |
| ---- | --------------------- | ---------- | ------- |
| 1    | Carlo Ubbiali         | MV Agusta  | 32 (40) |
| 2    | Luigi Taveri          | MV Agusta  | 26 (29) |
| 3    | Enrico Lorenzetti     | Moto Guzzi | 10      |
| 4    | Roberto Colombo       | MV Agusta  | 9       |
| 5    | Horst Kassner         | NSU        | 9       |
| 6    | Remo Venturi          | MV Agusta  | 8       |
| 7    | Sammy Miller          | NSU        | 7       |
| 8    | Hans Baltisberger (†) | NSU        | 7       |
| 9    | Arthur Wheeler        | Moto Guzzi | 5       |
| 10   | Kees Koster           | NSU        | 3       |
| 10   | Bob Coleman           | NSU        | 3       |

## 125cc-klasse
Romolo Ferri viel bij het laatste optreden met de Gilera 125 GP-tweecilinder uit, maar eindigde als tweede in het WK achter Carlo Ubbiali. Tarquinio Provini reed de door Alfonso Drusiani verbeterde Mondial 125 Bialbero naar de tweede plaats, slechts 0,4 seconde achter Ubbiali en Renato Sartori werd met de Mondial derde.
| Pos | Coureur           | Merk      | Tijd      | Punten |
| --- | ----------------- | --------- | --------- | ------ |
| 1   | Carlo Ubbiali     | MV Agusta | 38"38'2   | 8      |
| 2   | Tarquinio Provini | Mondial   | +0'4      | 6      |
| 3   | Renato Sartori    | Mondial   | +57'4     | 4      |
| 4   | Luigi Taveri      | MV Agusta | +1"39'8   | 3      |
| 5   | Sandro Artusi     | Ducati    | +1 ronde  | 2      |
| 6   | Karl Hofmann      | DKW       | +1 ronde  | 1      |
| 7   | Alberto Gandossi  | Ducati    | +1 ronde  |        |
| 8   | August Hobl       | DKW       | +1 ronde  |        |
| 9   | Olle Nygren       | Ducati    | +2 ronden |        |
| 10  | John Grace        | Montesa   | +2 ronden |        |
| 11  | Massimo Genevini  | MV Agusta | +2 ronden |        |
| 12  | Bill Webster      | MV Agusta | +2 ronden |        |
| 13  | Luigi Falconi     | Ducati    | +3 ronden |        |
| 14  | Heiss             | L.W.H.    | +3 ronden |        |

| Coureur            | Merk      | Oorzaak    |
| ------------------ | --------- | ---------- |
| Fortunato Libanori | MV Agusta | Val        |
| Romolo Ferri       | Gilera    | Carburatie |
| Enzo Vezzalini     | MV Agusta | Val        |
| Gilberto Milani    | MV Agusta | Val        |
| Cecil Sandford     | Mondial   |            |
| Florian Camathias  | NSU       |            |
| Mario Carini       | Ducati    |            |
| Willi Scheidhauer  | Ducati    |            |
| Federigo Bettoni   | MV Agusta |            |
| Giuliano Maoggi    | Ducati    |            |
| Roberto Pionava    | Ducati    |            |

| Coureur            | Merk      | Oorzaak |
| ------------------ | --------- | ------- |
| František Bartoš   | ČZ        |         |
| Václav Parus       | ČZ        |         |
| Enrico Sirera      | Montesa   |         |
| Francisco González | Montesa   |         |
| Marcello Cama      | Montesa   |         |
| Pierre Monneret    | Gilera    |         |
| Bill Maddrick      | MV Agusta |         |
| Dave Chadwick      | LEF       |         |
| Frank Cope         | MV Agusta |         |

### Top tien eindstand 125cc-klasse
| Pos. | Coureur            | Motorfiets | Ptn.    |
| ---- | ------------------ | ---------- | ------- |
| 1    | Carlo Ubbiali      | MV Agusta  | 32 (46) |
| 2    | Romolo Ferri       | Gilera     | 14      |
| 3    | Luigi Taveri       | MV Agusta  | 12      |
| 4    | Tarquinio Provini  | Mondial    | 10      |
| 5    | Fortunato Libanori | MV Agusta  | 9       |
| 6    | Marcello Cama      | Montesa    | 6       |
| 7    | August Hobl        | DKW        | 6       |
| 8    | Karl Hofmann       | DKW        | 5       |
| 9    | Francisco González | Montesa    | 4       |
| 9    | Pierre Monneret    | Gilera     | 4       |
| 9    | Bill Webster       | MV Agusta  | 4       |
| 9    | Renato Sartori     | Mondial    | 4       |

## Zijspanklasse
Fritz Hillebrand/Manfred Grunwald konden nog op gelijke hoogte komen met Wilhelm Noll/Fritz Cron, maar dan moesten ze winnen en mochten Noll/Cron geen punten scoren. Noll/Cron vielen inderdaad uit, maar Hillebrand/Grunwald werden slechts derde achter Peter "Pip" Harris/Ray Campbell en de broers Albino en Rossano Milani, die een speciaal voor de zijspanklasse ontwikkelde Gilera 500 4C-motor hadden.
| Pos | Coureur           | Bakkenist          | Merk   | Tijd      | Punten |
| --- | ----------------- | ------------------ | ------ | --------- | ------ |
| 1   | Albino Milani     | Rossano Milani     | Gilera | 38"19'3   | 8      |
| 2   | Pip Harris        | Ray Campbell       | Norton | +1"43'8   | 6      |
| 3   | Fritz Hillebrand  | Manfred Grunwald   | BMW    | +1"55'4   | 4      |
| 4   | Florian Camathias | Maurice Büla       | BMW    | +2"05'9   | 3      |
| 5   | Jacques Drion     | Inge Stoll-Laforge | BMW    | +2"06'0   | 2      |
| 6   | Walter Schneider  | Hans Strauß        | BMW    | +2"57'1   | 1      |
| 7   | Helmut Fath       | Emil Ohr           | BMW    | +1 ronde  |        |
| 8   | Jean Murit        | Francis Flahaut    | BMW    | +1 ronde  |        |
| 9   | Loni Neußner      | Dieter Hess        | BMW    | +1 ronde  |        |
| 10  | Alfonso Sammarchi | Onbekend           | Norton | +2 ronden |        |

| Coureur         | Bakkenist     | Merk     | Oorzaak |
| --------------- | ------------- | -------- | ------- |
| Roland Benz     | Onbekend      | Onbekend |         |
| Wilhelm Noll    | Fritz Cron    | BMW      |         |
| Joseph Duhem    | Onbekend      | Onbekend |         |
| Marcel Beauvais | André Coudert | Norton   |         |
| Luigi Marcelli  | Onbekend      | Onbekend |         |

| Coureur       | Bakkenist                    | Merk   | Oorzaak |
| ------------- | ---------------------------- | ------ | ------- |
| Bob Mitchell  | Eric Bliss                   | Norton |         |
| Jack Wijns    | Mick Woollett / Jean Verwoot | BMW    |         |
| Bill Beevers  | Jeff Mundy                   | Norton |         |
| Bill Boddice  | William Storr                | Norton |         |
| Cyril Smith   | Stanley Dibben               | Norton |         |
| Ernie Walker  | Dun Roberts                  | Norton |         |
| Frank Taylor  | Ron Taylor                   | Norton |         |
| Jackie Beeton | Les Nutt                     | Norton |         |

### Top tien eindstand zijspanklasse
| Pos. | Coureur           | Bakkenist        | Motorfiets | Ptn.    |
| ---- | ----------------- | ---------------- | ---------- | ------- |
| 1    | Wilhelm Noll      | Fritz Cron       | BMW        | 30      |
| 2    | Fritz Hillebrand  | Manfred Grunwald | BMW        | 26 (29) |
| 3    | Pip Harris        | Ray Campbell     | Norton     | 24      |
| 4    | Bob Mitchell      | Eric Bliss       | Norton     | 10      |
| 5    | Florian Camathias | Maurice Büla     | BMW        | 9       |
| 6    | Albino Milani     | Rossano Milani   | Gilera     | 8       |
| 7    | Cyril Smith       | Stanley Dibben   | Norton     | 6       |
| 7    | Helmut Fath       | Emil Ohr         | BMW        | 6       |
| 9    | Bill Boddice      | William Storr    | Norton     | 4       |
| 10   | Walter Schneider  | Hans Strauß      | BMW        | 4       |

1922 · 1923 · 1924 · 1925 · 1926 · 1927 · 1928 · 1929 · 1930 · 1931 · 1932 · 1933 · 1934 · 1935 · 1936 · 1937 · 1938 · 1939 · 1947 · 1948 · 1949 · 1950 · 1951 · 1952 · 1953 · 1954 · 1955 · 1956 · 1957 · 1958 · 1959 · 1960 · 1961 · 1962 · 1963 · 1964 · 1965 · 1966 · 1967 · 1968 · 1969 · 1970 · 1971 · 1972 · 1973 · 1974 · 1975 · 1976 · 1977 · 1978 · 1979 · 1980 · 1981 · 1982 · 1983 · 1984 · 1985 · 1986 · 1987 · 1988 · 1989 · 1990